# Hennah Draaibaar
Hennah Draaibaar (Paramaribo, 1960) is een Surinaamse journaliste en presentatrice.

## Loopbaan
Draaibaar leerde het vak bij Radio Rijnmond. Van 1998 tot februari 2011 was ze correspondente voor de NOS in Suriname.
Sinds augustus 2002 is ze directeur van de stichting The Back Lot dat locaties verzorgt voor Europese films en commercials. Als hoofdredacteur startte ze in 2004 het 10 minuten jeugdjournaal in Suriname. In 2013 ging tijdens een uitzending over de Decembermoorden het beeld op zwart omdat er een onderwerp over 8 december zou worden uitgezonden. Zowel nationaal als internationaal is er veel kritiek gekomen op deze censuur waarna de staatstelevisie, de Surinaamse Televisie Stichting, haar verontschuldiging heeft aangeboden en het onderwerp de volgende dag uitzond.
Draaibaar is in 2025 trainer bij RNTC Media Training Centre in Haarlem.
Samen met schrijfster Cynthia McLeod schreef ze in 2007 een boek over de culturele geschiedenis van de stad Paramaribo, getiteld Paramaribo, Stad van harmonische tegenstellingen.
Ze is lid van de Free Press Unlimited, een organisatie die zich inzet voor wereldwijde persvrijheid. In 2015 ontving deze organisatie de Geuzenpenning.

## Achtergrond
Draaibaar groeide op in Rotterdam. Ze is getrouwd met Eddy Wijngaarde (broer van Frank Wijngaarde) en woont sinds 1998 weer in Suriname. 

## Titels
- Suriname discovered, 2005 en 2010, fotoboek, fotografie Marco de Nood; tekst Toon Fey, Gré Ploeg en Hennah Draaibaar
- Paramaribo, Stad van harmonische tegenstellingen, 2007, met Cynthia McLeod